# Thymus mohamedii
Thymus mohamedii — вид рослин родини глухокропивові (Lamiaceae), ендемік Марокко.

## Поширення
Ендемік Марокко.